# 眼燈眼魚
眼燈眼魚，為輻鰭魚綱金眼鯛目燧鯛亞目燈眼魚科的其中一種，分布於太平洋區，從菲律賓至社會群島海域，棲息深度7-25公尺，體長可達12公分，棲息在臨海礁坡或有遮蔽的礁石區，夜行性，可做為觀賞魚。